# A面B面
《A面B面》（英語：The Double Life）是2010年中国大陆喜剧片，导演宁瀛，主演张静初、王洛勇、陈晓东，讲述了在浙江省杭州市一所精神病院的搞笑故事。

## 演员
- 张静初 出演 柳悦
- 王洛勇 出演 陈聪明
- 陈晓东 出演 萧春蕾
- 袁文康 出演 梁海潮
- 邓家佳 出演 东方樱
- 孔维 出演 蓝护士
- 任泉 出演 王大介
- 芙蓉姐姐 出演 桃花
- 褚楚 出演 邵美丽

## 曲目
| 曲序 | 曲目                 | 歌手   |
| ---- | -------------------- | ------ |
| 1.   | 《丁香花》（插曲）   | 袁文康 |
| 2.   | 《猪之歌》（插曲）   | 林俊杰 |
| 3.   | 《两只蝴蝶》（插曲） | 王洛勇 |

## 制作
《A面B面》在浙江省杭州市取景，并且在杭州市郊外搭建了一所精神病院。